# 信州高遠美術館
信州高遠美術館（しんしゅうたかとおびじゅつかん、Takato Museum of Arts）は、長野県伊那市高遠町にある美術館。1992年に高遠町立の美術館として開館した。2006年には高遠町・旧伊那市・長谷村が合併して新伊那市となり、現在の事業主体は伊那市。高遠城址公園の南側に位置し、コヒガンザクラが開花する春の入館者が多い。

## 特色

### 展示
展示室は2室からなる。第一展示室は原田政雄が収集した作品（原田コレクション）であり、木内克、福沢一郎、平櫛田中、土方久功、熊谷守一などの作品を展示している。第二展示室は高遠ゆかりの作家の作品であり、中村不折、池上秀畝、江崎孝坪などの作品を展示している。常設展のほかに、年3-4回の頻度で企画展・特別展などを開催している。平山郁夫の特別展は毎年恒例である。ミュージアムショップでは、展覧会目録、ポストカード、キーホルダーなどを販売している。

### 施設

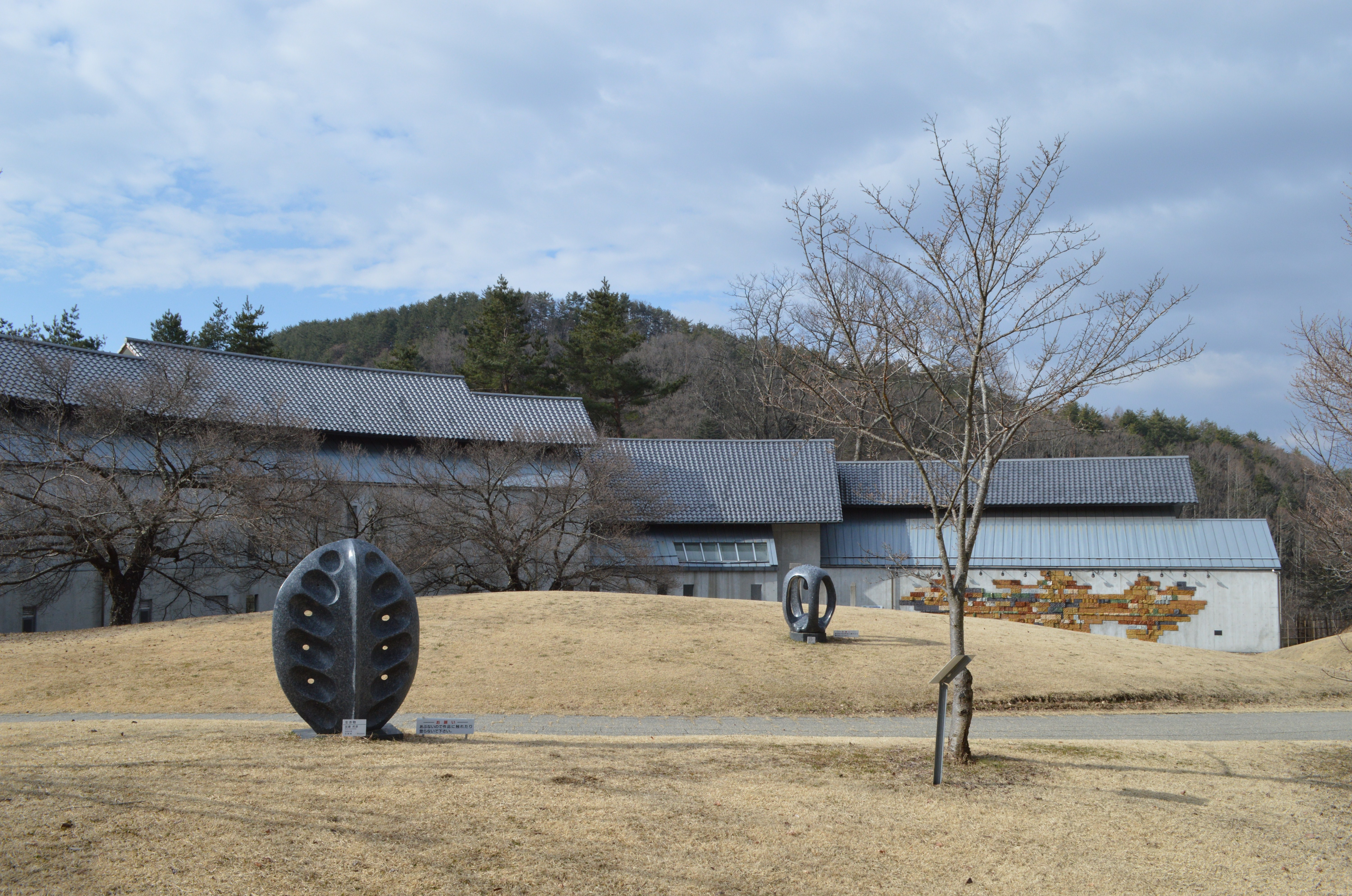
屋外庭園に設置されている彫刻作品

美術館の敷地にはかつて法幢院郭（ほうどういんくるわ）があった。周囲の自然環境に合わせて掘り下げた地盤に建物がある。建物は鉄筋2階建であり、延床面積は約1,300m2。建物の設計は長野市立博物館や松本市美術館も手掛けた宮本忠長建築設計事務所。第8回甍賞 銀賞（1998年）、第6回公共建築賞 優秀賞（1998年）を受賞している。総事業費は6億5000万円。
美術館入口近くの壁面と歩道部分には、陶芸家の會田雄亮が製作した陶板が敷き詰められている。屋外庭園には芝生が張られており、屋外コンサートを開くことも可能である。壁面は打ち放しコンクリート、屋根は北側半分が瓦屋根、南側半分が銅板葺きであり、建物は地形に沿って弧を描いている。曲線を描く瓦屋根は全国瓦屋根コンクールで銀賞を受賞している。
ロビーは広い吹き抜けを持ち、床から天井までがガラス張りとなっている。このロビーからは高遠湖（ダム湖）や三峰川に架かる白山橋が一望できる。ロビーではコンサートができるように設計されており、これは初代東京音楽学校校長の伊沢修二の遺志を受け継いだものだとされることもある。館内には2つの展示室、ロビー、喫茶コーナー、2つの収蔵庫、学芸資料室、研修室などがある。2階の研修室には90インチの大型ハイビジョンが設置されており、ビデオによって美術品の鑑賞ができる。学芸資料室では美術史家の谷信一の研究資料を閲覧できる。

## 歴史

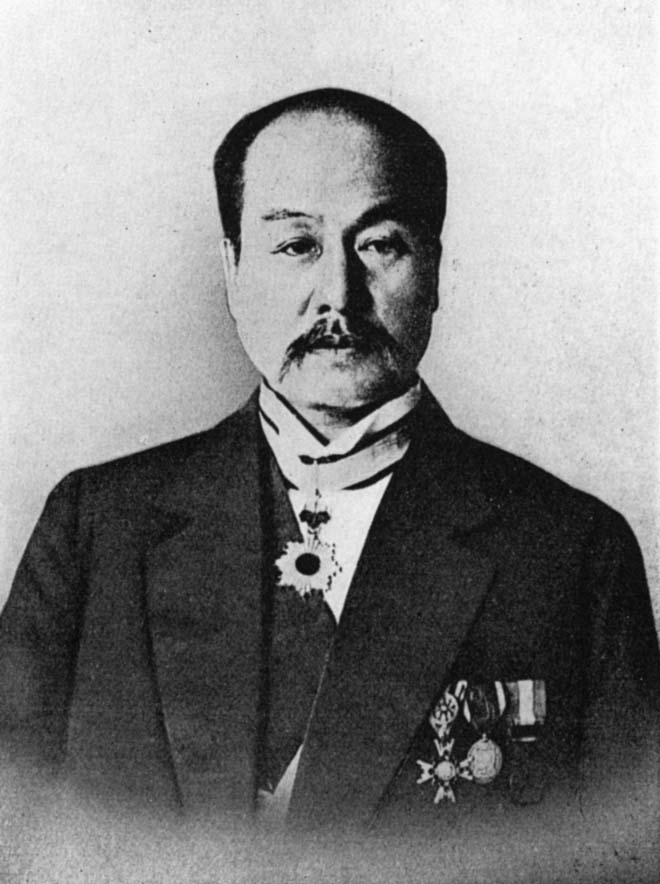
美術館の建設を提唱していた伊沢修二

明治時代には高遠出身の伊沢修二（東京音楽学校初代校長）が高遠に美術館の建設を提唱したが、この時には開館は実現しなかった。
上伊那郡高遠町出身の画家である原田政雄(1908-1988)は生涯独身だった。原田は美術品の収集家でもあり、付き合いのあった芸術家から作品を購入することが多かったことから、必然的に原田が生きた近現代の作品が中心となった。原田は生前から美術館の開館を夢見ていたが、その夢は生前にはかなわなかった。死後の1988年には遺族から高遠町に原田コレクションが寄贈され、高遠町は美術館の建設を具体化。原田コレクションを基にして、1992年10月1日に信州高遠美術館が開館した。伊沢修二が東京音楽学校（現・東京芸術大学）校長を務めたことが縁で、東京芸術大学学長の平山郁夫が信州高遠美術館の名誉館長に就任している。

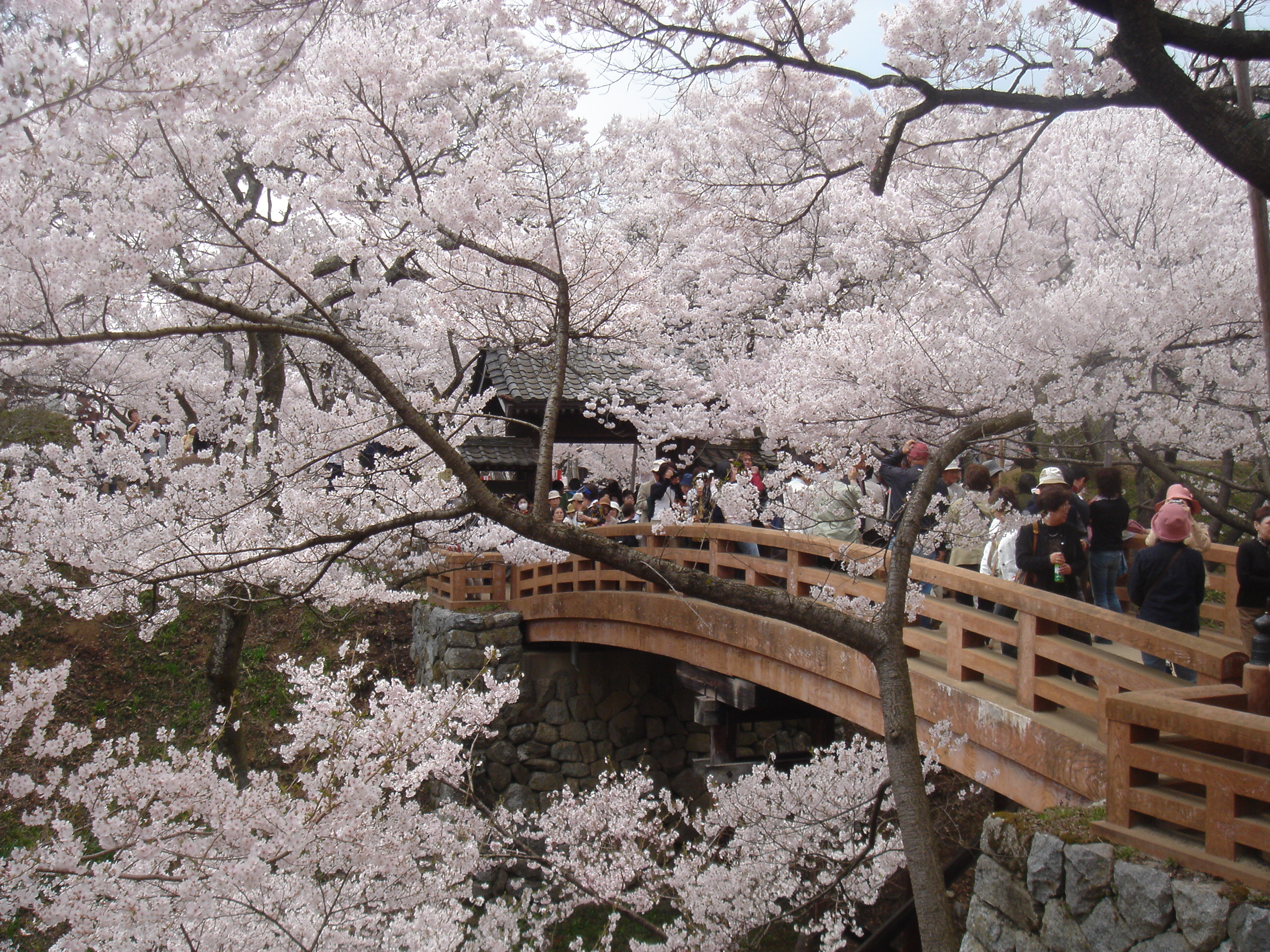
隣接する高遠城址公園に咲くコヒガンザクラ

開館時には池上秀畝が昭和天皇御成婚の際に描いた屏風の下絵が展示された。1993年1月23日には2階研修室のハイビジョン設備を用いて、前年9月に松本市で開催されたサイトウ・キネン・フェスティバル松本でのコンサート映像を放送した。1993年9月から10月には開館1周年を記念して、平山郁夫の特別展「人類文明の発祥の地メソポタミアを行く」を開催した。1997年には池上秀畝の長男から写生帳・下絵・素描など28点を寄贈され、美術館はこれを常設展示に組み入れた。
2000年10月には平山郁夫が1975年に制作した「大仏開眼供養記図」（東大寺所蔵の屏風）の複製陶板画（縦221cm×横480cm）がホールの壁面に設置された。陶板画の製作費は2300万円。平山郁夫は高遠町の名誉町民であり、その作品展は何度も開催されていたが、信州高遠美術館が所蔵する作品は陶板画の設置まで1点のみだった。
2001年には高遠町と東京都新宿区の友好提携15周年を記念して、高遠町長の伊東義人と新宿区長の小野田隆が美術館の庭にコヒガンザクラ2本を植樹した。2002年7月には開館10周年を記念して、平山郁夫の特別展「高句麗今昔を描く 平山郁夫展」を開催した。2002年には他に「張替正次展」、童謡・唱歌コンサート、川畠成道バイオリンコンサートなどを開催している。
2005年4月27日には開館から12年7か月で入館者数が40万人に達した。2007年5月27日には入館者数が45万人に達し、2010年には入館者数が50万人を超えた。池上秀畝の生誕140年・没後70年を記念して、2015年2月から3月には池上秀畝の作品展を開催した。11月28日には美術館のホールなどで伊那市内のカップルによる結婚式が行われた。
2006年には高遠町・旧伊那市・長谷村が合併して新伊那市となり、美術館の運営が伊那市に引き継がれた。2016年4月には新伊那市と新宿区の友好提携10周年を記念して、伊那市長の白鳥孝と新宿区長の吉住健一が美術館の庭にコヒガンザクラの苗木を植樹した。同年4月12日には入館者数が60万人に達した。中村不折の生誕150年を記念して、同年9月から10月には「生誕150年中村不折展」を開催。不折が開館させた東京都台東区の台東区立書道博物館の所蔵品などを展示した。

## 収蔵作品

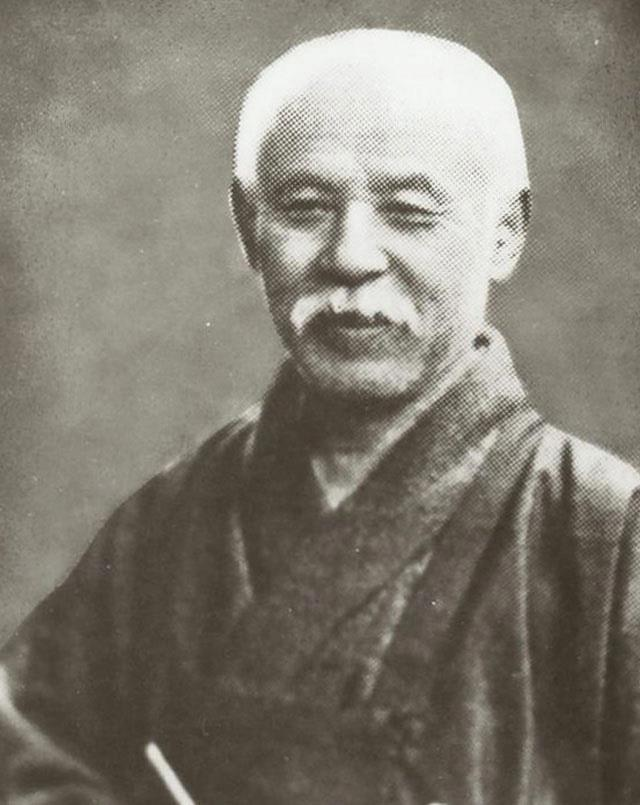
青少年期を高遠で過ごした中村不折

高遠町出身の日本画家に池上秀畝(1874-1944)がおり、秀畝の家族から寄贈を受けた落款印、スケッチ、下絵など約3,000点を所蔵している。東京出身の中村不折(1866-1943)は青少年期を高遠町など伊那谷で過ごしており、高遠町に寄贈された第8回文展出品作「卞和璞を抱いて泣く」を所蔵している。高遠町出身の日本画家である江崎孝坪(1904-1963)は前田青邨などに師事しており、高遠町に寄贈された第6回日展出品作「薬師」を所蔵している。
その他には、高遠町に愛着があった中村琢二、中村の弟子である川上一巳、上伊那郡辰野町出身の中川紀元、ゆかりのある平山郁夫などの作品を所蔵している。中村不折、池上秀畝、江崎孝坪以外の伊那市出身の芸術家としては、小坂芝田などがいる。
主な作品
- 熊谷守一「はだか」（洋画）[33]
- 福沢一郎「堕天使」（洋画）[33]
- 前田青邨「紅白梅」（日本画）[33]
- 平櫛田中「尋牛」（彫刻）[33]
- 土方久功「犬猫」（彫刻）[33]

郷土作家/郷土ゆかりの作家
平山郁夫、中川紀元、中村琢二、平松譲、辻村八五郎、田中春弥、松村外次郎、川上一巳、北川薫、美和晋
原田コレクション
668点の原田コレクションの中でもっとも作品数が多いのは木内克（288点）であり、福沢一郎（68点）、深澤史朗（46点）、ゲルト・クナッパー、土方久功、張替正次、熊谷守一、小泉清、林武、平櫛田中、斎藤清、中川一政、野間仁根、山本豊市、児島善三郎、蛭田二郎、前田青邨、辻晉堂、川島理一郎、アリスティド・マイヨールと続いている。作品の他に、原田と交友のあった平櫛田中、熊谷守一、斎藤清、中川一政などからの手紙も保管している。